# Yoskar Sarante
Yoskar Sarante (* 2. Januar 1970 in Santo Domingo; † 28. Januar 2019 in Orlando, Florida), bekannt als El Prabu, war ein dominikanischer Bachata-Sänger.
Sarante trat in seiner Kindheit als Straßensänger mit seinem Vater auf, der ihn auf der Gitarre begleitete. Er nahm an verschiedenen Gesangswettbewerben für Kinder teil, darunter dem Mundo Infantil, und schloss sich dann der Mereguegruppe International Grupo Melao an. 
Er wandte sich dann der Bewegung der nueva bachata zu und veröffentlichte 1994 sein Debütalbum El Prabu, weitere Alben folgen jeweils im Abstand von zwei Jahren. Von ihm stammen Klassiker der Bachata wie Llora Alma Mia und Perdoname. Sarante starb 2019 an den Folgen einer Lungenfibrose.